# Morti nel 1972/Luglio
| Questa pagina contiene informazioni ricavate automaticamente dalle voci biografiche con l'ausilio del template Bio e di un bot. L'aggiornamento è periodico e automatico e ricostruisce completamente la pagina. Se manca una persona in questa lista, sei pregato di non aggiungerla, ma accertati piuttosto che la sua voce biografica contenga il template Bio e che i dati anagrafici siano correttamente compilati. Se il template Bio manca, inseriscilo tu stesso o, in alternativa, metti l'avviso {{tmp\|Bio}} che ne segnala la mancanza. Se i dati riportati sono sbagliati, correggi direttamente la voce biografica; le modifiche saranno visibili in questa lista entro pochi giorni. Per chiarimenti vedi il progetto biografie. La lista contiene solo le 84 persone che sono citate nell'enciclopedia e per le quali è stato implementato correttamente il template Bio. Pagina aggiornata al 3 mar 2024. |

- 1º luglio - Herman Lipót, pittore ungherese (n. 1884)
- 2 luglio - Edmond Apéti Kossivi, calciatore togolese (n. 1946)
- 2 luglio - Vigilio Gottardi, attore italiano (n. 1909)
- 2 luglio - Lena Svedberg, artista svedese (n. 1946)
- 3 luglio - Vittorio Mascheroni, musicista e compositore italiano (n. 1895)
- 3 luglio - Mississippi Fred McDowell, cantante e chitarrista statunitense (n. 1904)
- 3 luglio - Hal Walker, regista statunitense (n. 1896)
- 4 luglio - Luigi Sarullo, storico dell'arte italiano (n. 1906)
- 4 luglio - Eduard Scherrer, bobbista svizzero (n. 1890)
- 4 luglio - Orazio Toschi, pittore italiano (n. 1887)
- 5 luglio - Ray Buivid, giocatore di football americano statunitense (n. 1915)
- 5 luglio - Fonty Flock, pilota automobilistico statunitense (n. 1920)
- 5 luglio - Raúl Leoni, politico venezuelano (n. 1905)
- 6 luglio - Thermon Blacklidge, cestista statunitense (n. 1920)
- 6 luglio - Brandon De Wilde, attore statunitense (n. 1942)
- 6 luglio - Paul Due, calciatore norvegese (n. 1889)
- 6 luglio - Gerald Hamer, attore britannico (n. 1886)
- 7 luglio - Atenagora di Costantinopoli, arcivescovo ortodosso greco (n. 1886)
- 7 luglio - Johan Jacobsen, regista, sceneggiatore e produttore cinematografico danese (n. 1912)
- 7 luglio - Talal di Giordania, sovrano giordano (n. 1909)
- 7 luglio - Gustav Wiederkehr, dirigente sportivo svizzero (n. 1905)
- 7 luglio - Charles Louis de Beaumont, schermidore britannico (n. 1902)
- 8 luglio - Ghassan Kanafani, scrittore, giornalista e attivista palestinese (n. 1936)
- 9 luglio - Luis Arrieta, calciatore argentino (n. 1914)
- 9 luglio - Zora Folley, pugile statunitense (n. 1932)
- 9 luglio - Robert Weede, baritono statunitense (n. 1903)
- 10 luglio - Francis Gailey, nuotatore statunitense (n. 1882)
- 10 luglio - Harmon Jones, regista e montatore canadese (n. 1911)
- 10 luglio - Gejus van der Meulen, calciatore olandese (n. 1903)
- 12 luglio - Aloisia Brial, regina (n. 1895)
- 12 luglio - Serge Golon, scrittore francese (n. 1903)
- 12 luglio - Raymond Janin, bizantinista francese (n. 1882)
- 14 luglio - Gérard Philips, teologo belga (n. 1899)
- 15 luglio - Duilio Salatin, calciatore brasiliano (n. 1906)
- 15 luglio - Martin Wight, politologo e storico britannico (n. 1913)
- 16 luglio - Thomas Eboli, mafioso italiano (n. 1911)
- 16 luglio - Lorenzo Ruggi, scrittore, saggista e commediografo italiano (n. 1883)
- 17 luglio - Albino Donati, politico italiano (n. 1902)
- 17 luglio - Oscar Engelstad, ginnasta norvegese (n. 1882)
- 17 luglio - Eduard Macheiner, arcivescovo cattolico austriaco (n. 1907)
- 18 luglio - Enrique Gainzarain, calciatore argentino (n. 1904)
- 18 luglio - Göran Gentele, attore e regista svedese (n. 1917)
- 19 luglio - Richard Duckett, giocatore di lacrosse canadese (n. 1884)
- 19 luglio - Aarne Lindholm, atleta finlandese (n. 1889)
- 19 luglio - Hans Schneider, pallanuotista tedesco (n. 1909)
- 20 luglio - Friedrich Flick, imprenditore e criminale di guerra tedesco (n. 1883)
- 20 luglio - Paul Herman, cestista statunitense (n. 1921)
- 20 luglio - Ferenc Körmendi, scrittore ungherese (n. 1900)
- 21 luglio - Ralph Craig, velocista statunitense (n. 1889)
- 21 luglio - Donald MacKenzie, attore e regista scozzese (n. 1879)
- 21 luglio - Salvadora Medina Onrubia, giornalista, scrittrice e attivista argentina (n. 1894)
- 21 luglio - Adolfo Romano, scultore e pittore italiano (n. 1894)
- 21 luglio - Jigme Dorji Wangchuck, re bhutanese (n. 1929)
- 21 luglio - Giovanni Zerbetto, partigiano e imprenditore italiano (n. 1906)
- 22 luglio - Giuseppe Cognata, vescovo cattolico italiano (n. 1885)
- 22 luglio - Vilmos Diószegi, etnografo e orientalista ungherese (n. 1923)
- 23 luglio - Max Aub, scrittore, drammaturgo e poeta spagnolo (n. 1903)
- 23 luglio - Adolfo Casais Monteiro, poeta, scrittore e critico letterario portoghese (n. 1908)
- 23 luglio - Mario Rimoldi, collezionista d'arte, imprenditore e politico italiano (n. 1900)
- 23 luglio - George Alan Thomas, scacchista, giocatore di badminton e tennista britannico (n. 1881)
- 24 luglio - John Fuhrer, triplista e allenatore di football americano statunitense (n. 1880)
- 24 luglio - Gino Gatta, partigiano e politico italiano (n. 1909)
- 24 luglio - Florian Grzechowiak, cestista e allenatore di pallacanestro polacco (n. 1914)
- 24 luglio - Lance Reventlow, pilota automobilistico statunitense (n. 1936)
- 25 luglio - Carlo Agostoni, schermidore italiano (n. 1909)
- 25 luglio - Américo Castro, filologo, storico e critico letterario spagnolo (n. 1885)
- 26 luglio - Joop Boutmy, calciatore olandese (n. 1894)
- 26 luglio - Achille Funi, pittore italiano (n. 1890)
- 26 luglio - Julio Peña, attore spagnolo (n. 1912)
- 27 luglio - Richard Nikolaus di Coudenhove-Kalergi, politico e filosofo austriaco (n. 1894)
- 27 luglio - Allen J. Ellender, politico statunitense (n. 1890)
- 27 luglio - Murray Mendenhall, allenatore di pallacanestro statunitense (n. 1898)
- 27 luglio - Arnolds Spekke, scrittore, diplomatico e storico lettone (n. 1887)
- 28 luglio - Giulio Preti, filosofo italiano (n. 1911)
- 28 luglio - Helen Traubel, soprano statunitense (n. 1899)
- 29 luglio - Aleksandr Trofimovič Petrov, calciatore sovietico (n. 1925)
- 30 luglio - Mór Kóczán, giavellottista ungherese (n. 1885)
- 30 luglio - Leonardo Mazzoli, pilota motonautico italiano (n. 1935)
- 30 luglio - Jackie Robinson, calciatore inglese (n. 1917)
- 30 luglio - Charles Yuill, politico canadese (n. 1889)
- 31 luglio - Jan Diddens, calciatore belga (n. 1906)
- 31 luglio - Alfons Gorbach, politico austriaco (n. 1898)
- 31 luglio - Ivan Möller, velocista, ostacolista e altista svedese (n. 1884)
- 31 luglio - Paul-Henri Spaak, politico belga (n. 1899)